# Favoritner Mädchenmorde
Als Favoritner Mädchenmorde werden die sexuell motivierten Gewaltverbrechen an Alexandra Schriefl († 1988, 20 Jahre), Christina Beranek († 1989, 10 Jahre) und Nicole Strau († 1990, 8 Jahre) bezeichnet, die sich im 10. Wiener Gemeindebezirk Favoriten ereigneten und zu den bis dahin umfangreichsten und aufwendigsten Ermittlungen der österreichischen Kriminalgeschichte führten.
Lange Zeit glaubten die Ermittler an einen Serientäter. Erst die Einführung der DNA-Analyse und einer DNA-Datenbank führte schließlich im Jahr 2000 zur Verhaftung des Mörders von Alexandra Schriefl und im Jahr darauf zur Verhaftung des Mörders von Nicole Strau. Einzig der Mord an Christina Beranek blieb ungeklärt, obwohl sich Staatsanwaltschaft und Ermittler sicher sind, dass der Mörder von Alexandra auch für dieses Verbrechen verantwortlich ist.

## Mord an Alexandra Schriefl
In der Nacht zum 26. Oktober 1988, dem österreichischen Nationalfeiertag, wurde die 20-jährige Verkäuferin Alexandra Schriefl aus Wien-Favoriten überfallen, missbraucht und erdrosselt. Sie hatte zuvor mit Freunden die Diskothek „Azzurro“ in der Himberger Straße besucht und wurde gegen 02:30 Uhr an einer nahen Telefonzelle zuletzt lebend gesehen, von wo aus sie ihren Freund anrief, damit dieser sie abhole. Als ihr Freund eintraf, war Alexandra jedoch bereits verschwunden. Als sie am späten Vormittag noch immer nicht aufgetaucht war, wurde eine Suche eingeleitet. Erst elf Stunden nach ihrem Verschwinden wurde ihre nackte Leiche an einen Baum gefesselt hinter einer Plakatwand in der Himberger Straße aufgefunden. Sie war mit ihren Strümpfen und ihrem Pullover erdrosselt worden.
Ins Visier der Ermittler gerieten ein maskierter Mann, der seit Juli mehrmals Frauen in dieser Gegend belästigt und attackiert hatte, ein Autofahrer, der sich laut Zeugenaussage mit Alexandra unterhalten hatte und vor der Diskothek gesehen wurde, sowie drei junge Burschen, die laut einer weiteren Zeugenaussage Alexandra nach Verlassen der Diskothek gefolgt sein sollen. Innerhalb weniger Wochen wurden mehr als 500 Personen vernommen, darunter Besucher der Diskothek und einer anschließenden Kegelbahn, die in der Mordnacht vor Ort waren, sowie vorbestrafte Triebtäter und Opfer solcher Überfälle. Jedoch konnte kein Täter ermittelt werden.
Am 11. November 1988 wurde Alexandra Schriefl unter Anteilnahme von über 250 Trauergästen am Wiener Zentralfriedhof beigesetzt.

## Mord an Christina Beranek
Am Donnerstag, dem 2. Februar 1989, verschwand die 10-jährige Christina Beranek auf dem Nachhauseweg von der Schule am Josef-Enslein-Platz in Favoriten. Kurz vor 17 Uhr wurde sie zuletzt lebend gesehen, als sie sich in einer Trafik in der Per-Albin-Hansson-Siedlung ein Micky-Maus-Heft kaufte.
Nach einer privaten Suchaktion wurde sie am nächsten Vormittag gegen 11 Uhr von ihrem Vater im 14. Stockwerk der Hausnummer 2 der Per-Albin-Hansson-Siedlung aufgefunden. Das Mädchen war halb entkleidet, missbraucht, erdrosselt und mit ihrer Kleidung an ein Geländer im Stiegenhaus B gebunden worden. Die Gerichtsmedizin stellte fest, dass das Mädchen am Vortag zwischen 17 und 22 Uhr getötet worden war. Der Täter musste sie also kurz nach ihrem Besuch in der Trafik auf den wenigen Metern bis zum Wohnhaus abgefangen haben. Ob er sie gleich darauf getötet oder zuerst woanders im Haus untergebracht hatte, blieb ungeklärt. Die Schultasche des Mädchens war vom Täter in einem Zählerkasten des 13. Stockwerkes versperrt worden, jedoch mit einem Schlüssel, der in jeder Eisenwarenhandlung erhältlich war.
Die Ermittler stellten sofort eine Verbindung zum Mord an Alexandra Schriefl her, da sich dieses Verbrechen nur weniger als fünfzehn Gehminuten entfernt abgespielt hatte und der Täter in der Tatausführung sehr ähnlich vorgegangen war. Zudem hatte der Mörder auch hier ein Kleidungsstück seines Opfers als Trophäe mitgenommen. Die Polizei vermutete den Täter in der Per-Albin-Hansson-Siedlung, einer der größten kommunalen Wohnbausiedlungen Wiens mit damals über 11.000 Einwohnern.
Was folgte, war die umfangreichste Ermittlungsaktion der österreichischen Kriminalgeschichte. Die Ermittler überprüften allein rund 1.000 Personen aus Favoriten, darunter alle 580 männlichen Bewohner des Komplexes der Hausnummer 2, die älter als 13 Jahre waren. Zusätzlich wurden alle 650 Wohnungen des Komplexes überprüft, in einem Fall sogar mit richterlicher Anordnung. Der gesamte Kunststoffboden des Plateaus, auf dem Christina ermordet wurde, wurde ausgeschnitten und ins Labor gebracht. Sogar Spezialisten des deutschen Bundeskriminalamts aus Wiesbaden wurden an der Spurensuche beteiligt. Im Bereich der gesamten Siedlung wurden hunderte Plakate angebracht, auf denen Christina in farbiger Fotomontage mit jener Kleidung abgebildet wurde, die sie am Mordtag getragen hatte. Die Kosten dafür übernahm die Gemeinde Wien. Die Ergreiferprämie wurde auf 160.000 Schilling (nach heutiger Kaufkraft etwa 22.000 Euro) erhöht.
Am 13. Februar glaubten die Beamten schließlich, den Täter geschnappt zu haben. Ein Beamter aus Niederösterreich, der vor Jahren noch in Wien stationiert gewesen  war, brachte die Beamten auf die Spur des 20-jährigen Werner K. Dieser hatte 1984 in den Aufzügen der Per-Albin-Hansson-Siedlung neun kleine Mädchen sexuell belästigt, darunter auch im Stiegenhaus B der Hausnummer 2. Die Beamten fanden heraus, dass er gemeinsam mit Alexandra Schriefl zur Schule gegangen war und für die Mordnacht kein Alibi besaß. Jedoch wurde er durch eine Blutgruppenuntersuchung entlastet und besaß für die Nacht des Mordes an Christina ein stichfestes Alibi.
Am 17. Februar 1989 wurde Christina Beranek im Krematorium des Wiener Zentralfriedhofs beigesetzt. Unter den über 400 Trauergästen befand sich auch Innenminister Franz Löschnak.

## Mord an Nicole Strau
Am 22. Dezember 1990 gegen 17:30 Uhr war die achtjährige Nicole aus Favoriten auf dem Nachhauseweg von ihrem Onkel, der in der Simmeringer Hauptstraße wohnte. Sie benutzte die Straßenbahnlinie 71 und stieg dann in den Autobus 15 A um. Danach verlor sich ihre Spur.
Ihre Leiche wurde bereits am nächsten Tag gegen 10:20 Uhr im Laaer Wald aufgefunden. Die gerichtsmedizinische Untersuchung ergab, dass Nicole vor ihrem Tod vergewaltigt worden war, ehe sie mit ihren Schuhbändern gedrosselt und mit einem abgebrochenen Ast erschlagen wurde.
Auch in diesem Kriminalfall wurden über 1.600 Personen überprüft.

## Fahndung
Alle drei Morde geschahen in derselben Gegend, die drei Opfer waren weiblich, jung, wurden vergewaltigt und gewürgt. Zwischen den Verbrechen lag lediglich eine Zeitspanne von nur etwa 26 Monaten, und in keinem der Fälle konnte ein Täter ermittelt werden. Außerdem wurden die ersten beiden Opfer auf nahezu identische Weise ermordet. Dies führte die Ermittler lange zu der Annahme, dass derselbe Täter die Verbrechen verübt haben musste. So wurden nahezu 4.000 Personen überprüft und vernommen, darunter hunderte bereits wegen Sexual- und Sittlichkeitsdelikten vorbestrafte Männer.
Fahndungen in der Fernsehreihe Aktenzeichen XY … ungelöst zu den Morden Schriefl und Beranek (September 1989) sowie Strau (Januar 1991) blieben erfolglos.
Zu dieser Zeit gab es in Österreich noch keine DNA-Analyse, sondern nur die weniger genaue Blutgruppenbestimmung; eine Nicht-Übereinstimmung galt als sicherer Beweis, dass jemand nicht der Täter sein konnte.
Als am 1. Oktober 1997 die DNA-Datenbank in Österreich in Betrieb genommen wurde, wurde die DNA des Mörders von Alexandra Schriefl als erste darin aufgenommen. Was nun fehlte, war die Vergleichsprobe eines Verdächtigen.

## Verhaftungen und Verurteilungen
Im September 2000 kam den Ermittlern schließlich der Zufall zu Hilfe. Herbert P. (* 1968) war in eine Rauferei verwickelt und ging auch auf die einschreitenden Polizisten los, womit er den Tatbestand des Widerstands gegen die Staatsgewalt erfüllte. Damals war es üblich, Verdächtigen dieser Deliktsklasse eine DNA-Probe (Mundhöhlenabstrich) abzunehmen, was auch im Fall Herbert P. gemacht wurde. Drei Wochen später warf der Computer eine Übereinstimmung mit einer DNA-Spur aus dem Fall Alexandra Schriefl aus. Herbert P. wurde am 1. Oktober 2000 wegen Mordverdachts verhaftet. Herbert P. war bereits als einer der ersten nach der Mordnacht 1988 vernommen worden. Durch einen Fehler im Gerichtsmedizinischen Institut Wien war damals eine falsche Blutgruppe für den Täter bestimmt worden, weshalb er nicht weiter verdächtigt wurde.
Anschließend wurden die Akten zu den beiden anderen Mordfällen noch einmal durchgenommen. 25 Personen, die schon 1990 zum engsten Verdächtigenkreis im Mordfall Nicole Strau gezählt hatten, wurden neuerlich unter die Lupe genommen. Die Kriminalisten entschlossen sich, alle zu einer DNA-Probe zu bitten. 24 davon stimmten zu, nur der bereits polizeibekannte Michael P. (* 1966) war nicht auffindbar. Dieser war zur Tatzeit des Mordes an Nicole mit deren Tante liiert, von der er damals auch ein Alibi erhalten hatte. Am 27. September 2001 wurde er in der Nähe seiner Wohnadresse aufgrund eines Haftbefehls festgenommen. Er verweigerte die Aussage und lehnte eine DNA-Abnahme ab. Die Ermittler fanden heraus, dass er bereits in den 1990er Jahren eine DNA-Abnahme verweigert hatte und man ihn daraufhin schlicht vergessen hatte. Diesmal wurde die Abnahme jedoch richterlich angeordnet und konnte somit auch zwangsweise abgenommen werden, was durch seine weiterhin beharrliche Weigerung auch zur Anwendung kam. Am 28. November kam die Treffermeldung in Bezug auf den Mordfall Nicole Strau.
Inzwischen wurde Herbert P. am 11. Dezember 2001 wegen des Mordes an Alexandra Schriefl zu 15 Jahren Freiheitsstrafe verurteilt. Die Höchststrafe von 19 Jahren und 275 Tagen Haft blieb ihm wegen eines Justizirrtums erspart. Am 13. Juni 2002 wurde die Berufung von Herbert P. verworfen und die Strafe damit rechtskräftig. Der Mord an Christina Beranek wurde ihm ebenfalls angelastet, jedoch konnten von diesem Verbrechen keine DNA-Spuren mehr gesichert werden, weshalb das Verfahren im März 2002 eingestellt wurde. Kriminalpsychologe Thomas Müller und Staatsanwalt Ernst Kloyber sagten jedoch aus, Herbert P. mit Sicherheit auch für den Mörder von Christina zu halten.
Am 2. Dezember 2003 wurde schließlich Michael P. wegen Mordes an Nicole Strau zu lebenslanger Freiheitsstrafe verurteilt. Bei der Verurteilung sorgten die Geschworenenentscheidungen für Aufsehen. Obwohl es laut Gerichtsmedizin unter einer Billiarde Menschen höchstens einen einzigen weiteren Menschen geben könnte, der die gleichen genetischen Merkmale aufweisen könnte, rechnete einer der Geschworenen die Tat diesem zweiten an. So gab es zum Tatbestand des sexuellen Missbrauchs einen Entscheid von 7:1 für schuldig. Noch erstaunlicher war jedoch (für gebildete Bürger) die Tatsache, dass zwei weitere Geschworene ihn zwar für den Vergewaltiger, aber nicht für den Mörder hielten. Zum Mordvorwurf gab es so die Entscheidung 5:3 für schuldig. Hätte nur ein weiterer Geschworener ihn nicht für den Vergewaltiger oder Mörder gehalten, wäre der Entscheid 4:4 gestanden, und der Angeklagte wäre womöglich freigesprochen worden. Michael P. verstarb 2023, während er seine Haftstrafe verbüßte.
Im Jahr 2018 stand Herbert P. in Wien erneut vor Gericht, da ihm vorgeworfen wurde, im November 2017 in der Justizanstalt Wien-Mittersteig einem Mithäftling durch einen Kopfstoß schwere Verletzungen zugefügt zu haben. Er wurde schließlich wegen schwerer Körperverletzung zu 2 Jahren Haft verurteilt; außerdem wurde seine Unterbringung in einer Anstalt für geistig abnorme Rechtsbrecher angeordnet, weil er durch eine Persönlichkeitsstörung, die ein Gutachter bei ihm während des Gerichtsprozesses feststellte, weiterhin als gefährlich gilt.

## Rezeption
Eine Folge der Dokureihe Im Kopf des Verbrechers mit Joe Bausch widmet sich dem Fall.
Im  Herbst 2021 veröffentlichte Ernst Geiger, einer der damaligen Ermittler den Kriminalroman „Heimweg“, in dem die Favoritner Mädchenmorde verarbeitet werden.
2024 widmete der Aktenzeichen XY-Podcast Unvergessene Verbrechen dem Fall ebenfalls eine Episode, in der auch damalige Ermittler zu Wort kamen.